# Levanjska Varoš
Levanjska Varoš est un village et une municipalité située dans le comitat d'Osijek-Baranja, en Croatie. Au recensement de 2001, la municipalité comptait 1 266 habitants, dont 79,46 % de Croates et 16,35 % de Serbes ; le village seul comptait 335 habitants.

## Localités
La municipalité de Levanjska Varoš compte 11 localités :
| - Borojevci - Breznica Đakovačka - Čenkovo - Levanjska Varoš - Majar - Milinac | - Musić - Ovčara - Paučje - Ratkov Dol - Slobodna Vlast |